# كيم أون-هي
كيم أون هي (ولدت 7 يناير عام 1972) هي كاتبة سيناريو كورية جنوبية، اشتهرت بكتابة مسلسل إشارة (2016)، والمملكة على نتفليكس (2019-2021)، جيريسان(2021)، والعائد (2023)..

## الحياة المهنية
في أوائل التسعينات بدأت كيم حياتها المهنية بصفة كاتبة مساعدة في قناة SBS قسم الترفيه خلال تلك الفترة، التقت بجانغ هانغ جون الذي كان يعمل أيضًا كاتبًا ترفيهيًا. تزوجا في عام 1998، وقبل زواجه تحول جانغ من كاتب ترفيهي إلى التركيز في كتابة سيناريوهات الأفلام. في عام 1996 حصل على شهرة في صناعة السينما من خلال سيناريو فلم The Case of Park Bong-gon's Runaway from Home
والذي يعتبر بداية حياته المهنية باعتباره كاتب سيناريو ومخرج. ساعدته كيم في ترجمة النصوص المكتوبة إلى كلمات وزاد اهتمامها في الأفلام.
ظهرة لأول مرة بصفة كاتبة سيناريو سينمائي في فلم (Once in a Summer).
في عام 2010، ظهرت في تلفزيون TVN مع دراما البيت الذهبي، وشاركت في الكتابة مع جانغ هانغ جون وأخرج المخرج جانغ حتى الحلقة العاشرة وشاركت كيم في السيناريو وشاركت في كتابة الحلقة الحادية عشرة.
في عام 2011، تعمقت بجدية أكبر من خلال كتابة الدراما SBS. وتحدثت Sign عن نهجها الجديد في الكشف عن الحقيقة الكامنة وراء قضية القتل بإدراج موضوع غير مألوف هو علم الطب الشرعي . كما اكتسب الاهتمام بسبب الأداء المتميز لبارك شين يانغ، الذي يعتبر ممثلا موهوبا. وتلقت كل حلقة من "التوقيع" مراجعات إيجابية، وبلغت ذروتها في تصنيف المشاهدين بنسبة 24.9 ٪ للحلقة الأخيرة.

## تبرعات
في 4 مارس عام 2022 تبرعت كيم مع زوجها جانغ هانغ جون 
بمبلغ قدره 30 مليون وون لصندوق الأطفال في أوكرانيا، لمساعدة الأطفال الاوكرانيين جراء الغزو الروسي